# 李秀明
李秀明（1954年12月9日—），生于天津，祖籍河北大城。曾是中華人民共和國演員，并曾任中国电影家协会第五届理事会理事。1980年代获得金鸡百花双料影后，与刘晓庆、张金玲并称为北京电影制片厂“三朵金花”。主演的电影《孔雀公主》在中国轰动一时，片中同名角色的形象深入人心。1990年代初退出影坛下海经商，并取得成功。

## 生平
1974年，20岁的李秀明电影试镜时被导演陈强选中出演北京电影制片厂出品的影片，并在隔年正式从天津人民艺术剧院调入北影厂。
通过《春苗》《年轻的一代》《甜蜜的事业》一系列影片，李秀明开始展露头角。但真正让她家喻户晓的影片则是与唐国强合作出演的《孔雀公主》，她在片中的形象深入人心，乃至“孔雀公主”这个角色成为了她的代名词。
根据同名小说改编的电影《许茂和他的女儿们》使她攀上了事业的巅峰，凭借许秀云这个角色，她荣获金鸡奖和百花奖的最佳女主角获得者。就在这个时期，她与刘晓庆、张金玲一起被称为北影厂的三朵金花。
到了八十年代末期，李秀明拜师学习唱歌。在北京举办了轰动一时的个人演唱会后。1993年参演电影《燃烧的雪花》后正式退出影坛。

## 电影
| 年份   | 片名             | 角色     | 備註                                                          |
| 1975年 | 春苗             | 田春苗   |                                                               |
| 1976年 | 年青的一代       | 林岚     |                                                               |
| 1978年 | 巨澜             | 凤妮     |                                                               |
| 1978年 | 大河奔流         | 宋敏     |                                                               |
| 1979年 | 甜蜜的事业       | 唐招弟   |                                                               |
| 1980年 | 今夜星光灿烂     | 杨玉香   |                                                               |
| 1981年 | 许茂和他的女儿们 | 许秀云   | 第二届中国电影金鸡奖最佳女主角 第五届大众电影百花奖最佳女主角 |
| 1982年 | 孔雀公主         | 孔雀公主 |                                                               |
| 1983年 | 秋瑾             | 秋瑾     |                                                               |
| 1986年 | 小铃铛续集       |          |                                                               |
| 1986年 | 你的微笑         | 渔女     |                                                               |
| 1988年 | 红楼梦           | 賈元春   | 第一部、第二部、第六部                                        |
| 1993年 | 燃烧的雪花       |          |                                                               |